# Fay Bainter
Fay Bainter (7. prosinca 1893. – 16. travnja 1968.), američka filmska, kazališna i televizijska glumica, dobitnica Oscara za najbolju sporednu glumicu (1938. godine).

## Životopis
Bainter je rođena 1893. godine u Los Angelesu, no slavu je stekla na drugom kraju zemlje, na kazališnim daskama njujorškog Broadwayja. Premda već etablirana kazališna glumica, filmski debi je imala tek 1934. godine, no uspjela je tijekom godina uvelike nadmašiti vlastitu kazališnu karijeru. Vrhunac slave doživjela je 1938. godine, kada je postala prva glumica nominirana iste godine za Oscara za najbolju glavnu i za sporednu žensku ulogu. Prvi joj je izmakao, no dobila je drugoga za ulogu u filmu Jezebel. Dvostruka nominacija za glavnu i sporednu ulogu iste godine se u povijesti dodjele Oscara dogodila samo deset puta, posljednji put 2008. godine (Cate Blanchett).
Fay Bainter je po drugi put nominirana za sporednu ulogu 1961. godine, za film Dječji sat, u kojem su glavne uloge tumačile mlade zvijezde Hollywooda Audrey Hepburn i Shirley MacLaine, no te je godine nagrada otišla u ruke Rite Moreno za Priču sa zapadne strane.
Tijekom svoje duge 55-godišnje karijere, Fay Bainter je ostvarila brojne uloge, stekavši reputaciju jedne od najboljih karakternih glumica svoga vremena. Posljednjih godina života nastupala je većinom na televiziji, s izuzetkom spomenutog Dječjeg sata. Umrla je 16. travnja 1968. u Los Angelesu od upale pluća.

## Vanjske poveznice
- Fay Bainter u internetskoj bazi filmova IMDb-u (engl.)